# Back Up Against the Wall
Back Up Against the Wall es el segundo álbum de estudio de la banda estadounidense Atlanta Rhythm Section. Fue publicado en febrero de 1973 a través de Decca Records.

## Recepción de la crítica
Un escritor no especificado de la revista Cash Box declaró: “El segundo álbum de estos músicos de estudio que se han convertido en un grupo al frente está un poco más orientado al folk que el primero, que recibió una buena reacción de la prensa y las ventas. El título podría implicar algún tipo de diatriba revolucionaria en el departamento lírico; pero en su mayor parte, sus palabras son una combinación convincente de preocupaciones folklóricas y poesía personal actualmente popular”. Un escritor no especificado de la revista Record World escribió: “Un álbum excepcional que merece llegar a un mercado amplio con sus baladas y canciones de rock blues entregadas de manera musical experta con una poderosa voz principal. «Wrong» es un éxito rítmico, al igual que la canción que da nombre al álbum y la hermosa balada «Make Me Believe It». Mucha variedad aquí de este grupo de múltiples talentos”.  Un escritor no especificado de la revista Billboard comentó: “Música básica, directa, honesta, sutilmente fascinante... que llama la atención... de eso se trata este LP. Cada miembro de Rhythm Section es un músico consumado y muy respetado. Sus raíces están firmemente plantadas en el suelo fresco y oscuro del sur, pero su agudeza instrumental debería hacer que los chicos de la gran ciudad se estremezcan un poco”.

## Lista de canciones
| Lado uno |                                          |          |  |
| N.º      | Título                                   | Duración |  |
| 1.       | «Wrong» (Buddy Buie, J. R. Cobb)         | 2:43     |  |
| 2.       | «Cold Turkey, Tenn.» (Robert Nix)        | 3:17     |  |
| 3.       | «Will I Live On?» (Dean Daughtry, Nix)   | 2:52     |  |
| 4.       | «A Livin' Lovin' Wreck» (Otis Blackwell) | 3:06     |  |
| 5.       | «Superman» (Randall Bramblett)           | 3:24     |  |

| Lado dos |                                                      |          |  |
| N.º      | Título                                               | Duración |  |
| 1.       | «What You Gonna Do About It?» (Buie, Ronnie Hammond) | 2:58     |  |
| 2.       | «Conversation» (Buie, Cobb)                          | 3:27     |  |
| 3.       | «Redneck» (Joe South)                                | 3:48     |  |
| 4.       | «Make Me Believe It» (Buie, Hammond, Nix)            | 3:12     |  |
| 5.       | «Back Up Against the Wall» (Buie, Cobb)              | 3:21     |  |
| 6.       | «It Must Be Love» (Cobb, Daughtry, Nix)              | 4:05     |  |

## Créditos y personal
Créditos adaptados desde las notas de álbum de Back Up Against the Wall.
Atlanta Rhythm Section
- Dean Daughtry – piano (1–4, 6–8, 10, 11), órgano (6, 7), piano eléctrico (11)
- Paul Goddard – bajo eléctrico (todas las canciones)
- Robert Nix – batería (todas las canciones)
- Barry Bailey – guitarra líder (1–4, 6–11), guitarra eléctrica (5)
- J. R. Cobb – guitarra acústica (1, 6), guitarra eléctrica (2–7, 9–11), slide guitar (2, 11)
- Ronnie Hammond – voz principal y coros (todas las canciones), piano (9)
- Billy Lee Riley – armónica (2, 8)
- Randall Bramblett – piano (5)
- Al Kooper – sintetizador ARP (9)

Personal técnico
- Buddy Buie – productor
- Rodney Mills – ingeniero de audio, mezclas
- Bobby Langford – ingeniero de audio
- Mike McCarty – diseño de portada, ilustración